# ビルとテッドの大冒険
『ビルとテッドの大冒険』（ビルとテッドのだいぼうけん、Bill & Ted's Excellent Adventure）は、1989年のアメリカ合衆国のSFコメディ映画。監督はスティーヴン・ヘレク、出演はキアヌ・リーブスとアレックス・ウィンターなど。
キアヌ・リーブスの初期の主演作品。続編『ビルとテッドの地獄旅行』も製作された。主人公コンビが時折見せるエア・ギター（主にタッピング奏法）は当時の若者たちの間でブームとなった。

## ストーリー
ロックスターになる事を夢見ているカリフォルニアの高校生ビルとテッドは、歴史の先生から今度の研究発表の成績次第で落第になることを宣告されてしまう。
そんな2人の前にルーファスと名乗る謎の男が現れ、電話ボックス型のタイムマシンを使って過去への旅に2人を出す。
こうしてビルとテッドは様々な時代を巡り、多くの歴史上の人物と出会うという奇想天外な冒険を繰り広げる。

## キャスト
括弧内は日本語吹替
- セオドア "テッド"・ローガン - キアヌ・リーブス（越川大介（ちびっこギャング（当時）））
- ビル・プレストン - アレックス・ウィンター（英語版）（藤井一男（ちびっこギャング（当時）））
- ルーファス - ジョージ・カーリン（田中信夫）
- ナポレオン・ボナパルト - テリー・カミレッリ（英語版）（沢りつお）
- ビリー・ザ・キッド - ダン・ショア（英語版）（山寺宏一）
- ソクラテス - トニー・スティードマン（英語版）（石森達幸）
- ジークムント・フロイト - ロッド・ルーミス（英語版）（筈見純）
- チンギス・カン - アル・レオン（大塚明夫）
- ジャンヌ・ダルク - ジェーン・ウィードリン
- エイブラハム・リンカーン - ロバート・V・バロン（英語版）（大木民夫）
- ルートヴィヒ・ヴァン・ベートーヴェン - クリフォード・デイヴィッド（英語版）（秋元羊介）
- テッドの父 - ハル・ランドン・Jr（千田光男）
- ライアン - バーニー・ケイシー（池田勝）
- ミッシー - エイミー・ストック＝ポイントン（英語版）（松井菜桜子）
- ビルの父 - J・パトリック・マクナマラ（有本欽隆）
- 未来人 - クラレンス・クレモンズ（大平透）

## 作品の評価
Rotten Tomatoesによれば、54件の評論のうち高評価は81%にあたる44件で、平均点は10点満点中6.9点、批評家の一致した見解は「キアヌ・リーブスとアレックス・ウィンターは、このふわふわしたタイムトラベル・アドベンチャーを成立させるのに十分なほど魅力的で、滑稽で、おバカである。」となっている。
Metacriticによれば、16件の評論のうち、高評価は4件、賛否混在は9件、低評価は3件で、平均点は100点満点中50点となっている。